# Frise

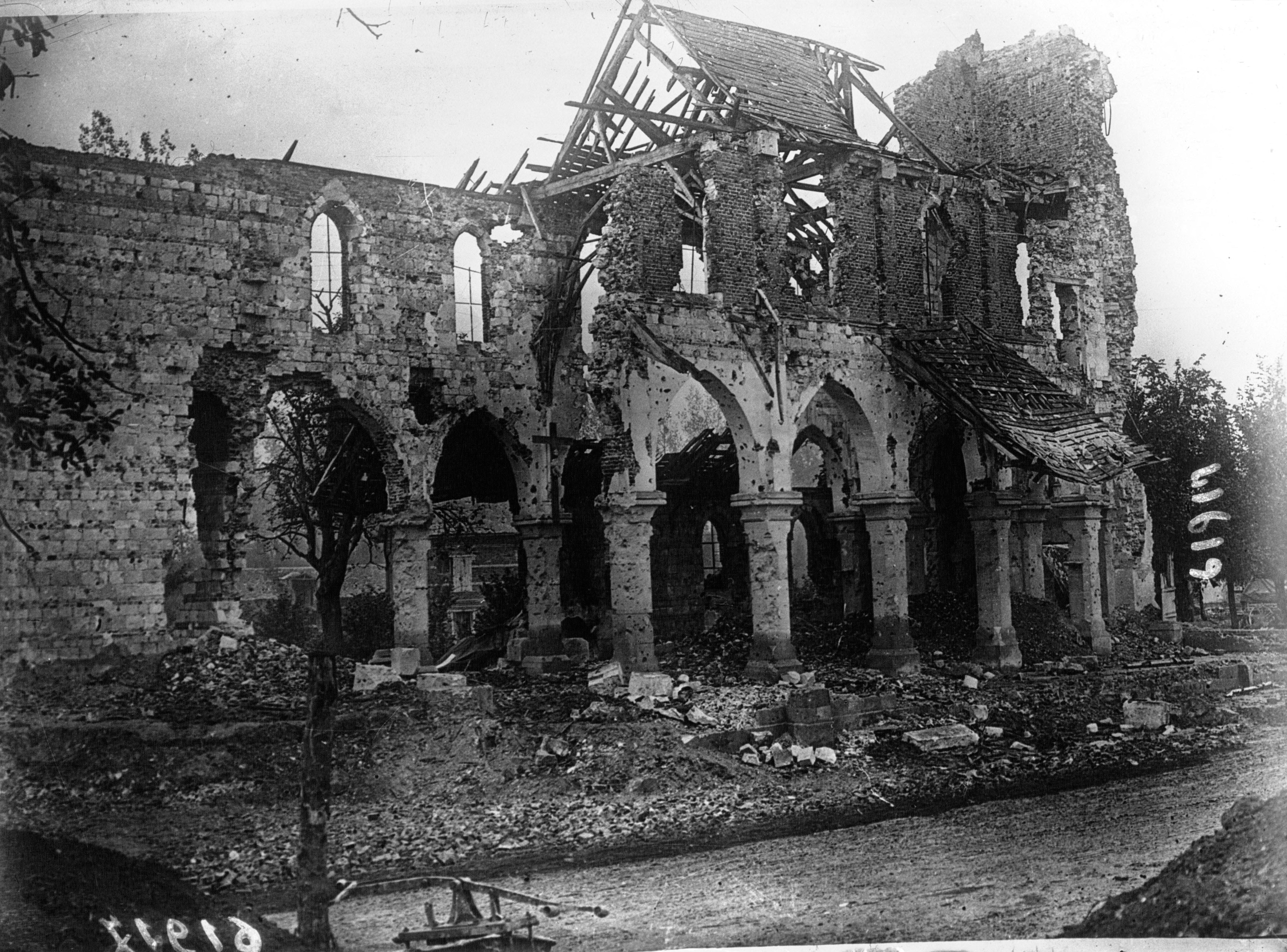
De kerk van Frise in 1916, na de Slag aan de Somme.

Frise is een gemeente in het Franse departement Somme (regio Hauts-de-France) en telt 158 inwoners (1999). De plaats maakt deel uit van het arrondissement Péronne. Frise lag in de Eerste Wereldoorlog dicht bij de frontlijn en raakte zwaar beschadigd tijdens de Slag aan de Somme in 1916.

## Geografie
De oppervlakte van Frise bedraagt 6,1 km², de bevolkingsdichtheid is 25,9 inwoners per km².
De onderstaande kaart toont de ligging van Frise met de belangrijkste infrastructuur en aangrenzende gemeenten.

## Bekende personen
- Blaise Cendrars (1887-1961). Zwitsers schrijver. Verhuisde in 1910 naar Parijs. Zijn carrière als schrijver werd abrupt onderbroken door de Eerste Wereldoorlog, waarin hij aan de zijde van het Frans Vreemdelingenlegioen vocht. Van midden december 1914 tot februari 1915 vocht hij in Frise aan de Somme. Zijn ervaringen daar beschreef hij in zijn beroemde boek La main coupée (De afgehakte hand) en J'ai tué (Ik heb gedood).

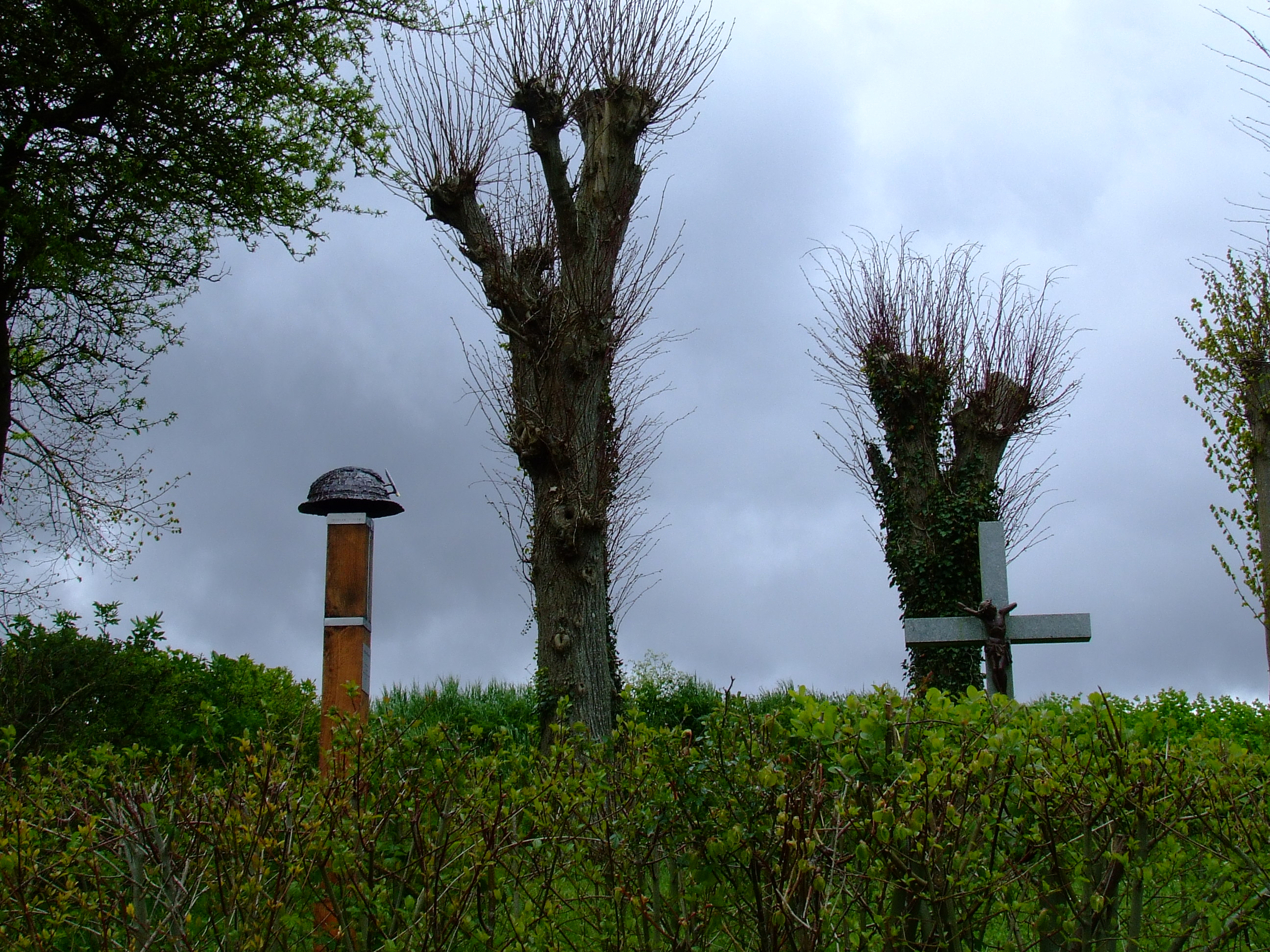
Monument ter nagedachtenis aan Arthur Knaap op de Calvaire van Frise. Tim Tubée 2016

- Arthur Knaap (1893-1938). Nederlands-Indische schrijver. Woonachtig in Parijs, waar hij zich in 1914 aanmeldt voor het Franse Vreemdelingenlegioen. In Frise heeft hij zijn vuurdoop (nov. 1914, feb. 1915). Hij vecht onder andere aan de Somme, de Champagne en Verdun. Knaap wordt twee maal onderscheiden met een Croix de Guerre voor getoonde moed op het slagveld.  Knaap schreef brieven aan het thuisfront. Vanwege het literaire karakter werden enkele van zijn brieven in al in 1916 uitgegeven in het literaire tijdschrift De Nieuwe Gids.  Hij overlijdt in 1938 aan een longziekte, veroorzaakt door strijdgassen die hij gedurende de Grote Oorlog inademde.Monument ter nagedachtenis aan Arthur Knaap op de Calvaire van Frise. Tim Tubée 2016In 2014 verschijnen het boek en de film "Patria". Het boek bevat een groot aantal van zijn brieven en een uitgebreide familiegeschiedenis. De film verhaalt over zijn ervaringen aan het front, gebaseerd op de originele brieven van Arthur Knaap. De film is buiten Nederland ook in het Verenigd Koninkrijk, Frankrijk, Turkije en nog een aantal landen uitgebracht.

## Demografie
Bijgaande figuur toont het verloop van het inwonertal (bron: INSEE-tellingen).